# Negreni
Negreni es una comuna de Rumania, en el distrito de Cluj. Está ubicada entre las carreteras que conectan a Oradea y Cluj-Napoca, aunque no debe confundirse con otros pueblos llamados también Negreni, uno de ellos ubicado muy cerca de Craiova. 
La población en el censo de 2002 era de 2.706 habitantes.
Casi a mitad de camino entre las dos capitales de los condados (Oradea y Cluj-Napoca), se encuentra Negreni, descubierta en 1406. La comuna de Negreni se encuentra también en el margen derecho del río Repede. 
Es un pueblo pintoresco, a una distancia de 76 km de la ciudad de Cluj-Napoca y 64 km de Oradea. Posee una superficie de 6.448 hectáreas. La aldea fronteriza de los municipios fronterizos limítrofes son: Ciuc (jud.Cluj), SIG (jud.Salaj) Bratca y Bulz (jud.Bihor).
Entre otros, tienen un lugar importante de culto, que es el monasterio de la Mare Magura. Este fue construido por los monjes para apoyar a las autoridades locales y unos pocos creyentes. Rodeado por todos lados de un bosque de hayas, el monasterio se pierde de vista en un claro en la cima de la montaña durante toda la temporada, que llama a la oración, el silencio y la fe.
- Datos: Q5059779
- Multimedia: Negreni, Cluj / Q5059779

1. ↑  Worldpostalcodes.org,código postal n.º 407440.